# Molophilus (Lyriomolophilus) neboissi
Molophilus (Lyriomolophilus) neboissi is een tweevleugelige uit de familie steltmuggen (Limoniidae). De soort komt voor in het Australaziatisch gebied.